# Andrenídeos
Andrenídeos (Andrenidae) é uma grande família de abelhas (isto é, dentro da superfamília Apoidea) que inclui a maioria das abelhas solitárias tropicais. Estas abelhas geralmente vivem sozinhas ou em colónias escavadas no solo, no chão ou em barrancos. Os adultos alimentam-se de néctar de flores, enquanto que as suas larvas consomem também o pólen, que trazem. Estas abelhas, nos países mais temperados, ficam mais ativas entre Março e Abril.

## Morfologia
São abelhas solitárias que medem entre 10 e 20 mm de comprimento, costumam ser negras ou amareladas, por vezes marrons ou castanhas. A cabeça é relativamente grande (quase tão longa como o tórax), e são bem recobertas com pelos, dando-lhes o típico aspecto de abelhas "apiformes", sendo o abdómen bastante reduzido. A língua (glossa) é curta e pontiaguda e apresentam uma escopa para coleta de pólen bem desenvolvida nas patas traseiras. Mais tecnicamente, apresentam suturas subantenais que conferem-lhe uma face mais quadrada ou retangular; todas fêmeas e muitos machos apresentam fóveas faciais. Sulco do episterno normalmente ausente, abaixo do nível do sulco escrobal.

## Biologia geral e taxonomia
São abelhas bastante especializadas em estilo de vida, sendo mais comuns em áreas de vegetação pouco densa, e mais secas. São essencialmente solitárias, mas várias abelhas podem conviver agregadas no mesmo ninho. Estes ninhos podem ser superficiais (como em Acamptopoeum spp.) ou atingir 2m de profundidade. 
Andrenidae conta atualmente com mais de 2300 espécies distribuídas pelo mundo, das quais cerca de 200 ocorrem na Região Neotropical. São cerca de 12 géneros, sendo o género Andrena o maior de todos.
No Brasil, a maioria dos representantes dos Andrenidae  pertencem à subfamília Panurginae. Entre os gêneros mais comuns no país temos Anthrenoides, Panurginus, Callonychium, Panurgillus, Psaenythia, Parapsaenythia e Cephalurgus. A subfamília Andreninae é muito restrita na América do Sul. 